# Emile Vinck
Pour les articles homonymes, voir Vinck.
Emile Vinck, né le 31 octobre 1870 à Alveringem et décédé le 30 octobre 1950 à Bruxelles fut un homme politique socialiste belge.
Vinck fut docteur en droit. Il fut secrétaire de la Fédération Nationale des Conseillers Communaux Socialistes (1896) et fondateur de son organe,  Le Mouvement Communal. Il fut élu conseiller communal socialiste d'Ixelles dès 1904, sénateur provincial de la province de Brabant (1912-46), quaesteur (1919).
Sa maison, de style Art Nouveau, située au numéro 85 de la rue Washington, fut construite par Victor Horta en 1906, et agrandie par Adrien Blomme en 1927.

## Sources
- Bio sur ODIS